# João Pedro (football, 1996)
Pour les articles homonymes, voir João Pedro.
João Pedro Maturano dos Santos est un footballeur brésilien né le 15 novembre 1996 à Presidente Prudente. Il évolue au poste d'arrière droit au Grêmio Porto Alegre.

## Biographie
Avec l'équipe du Brésil, il participe à la Coupe du monde des moins de 20 ans 2015 organisée en Nouvelle-Zélande. Lors du mondial, il est titulaire indiscutable et joue sept matchs. Le Brésil atteint la finale de la compétition, en étant battu par la Serbie lors de l'ultime match.

### FC Porto (depuis 2018)
En juin 2018, il fait partie de l’équipe portugaise du FC Porto.

## Palmarès

### En club
SE Palmeiras
- Vainqueur du Championnat du Brésil en 2016.
- Vainqueur de la Coupe du Brésil en 2015.

 Chapecoense
- Vainqueur du Campeonato Catarinense en 2017.

 EC Bahia
- Vainqueur du Campeonato Baiano en 2018 et 2020.
- Vainqueur de la Copa do Nordeste en 2021.

### En sélection nationale
Brésil -20 ans
- Finaliste de la Coupe du monde des moins de 20 ans 2015.